# David James Skellern
David James Skellern, né en 1951 à Sydney, est un ingénieur électronique australien et un informaticien reconnu, avec ses collègues, pour la première implémentation de jeu de puces de la norme de réseau sans fil IEEE 802.11a.
Il est crédité d'un certain nombre d'innovations technologiques importantes. développé avec des collègues qui incluent John O'Sullivan, Terence Percival et Neil Weste, et en particulier la première implémentation de jeu de puces de la norme de réseau sans fil IEEE 802.11a. Cette innovation a été décrite comme une révolution dans les communications mondiales, permettant des communications sans fil à haut débit. Leur société Radiata a été rachetée par Cisco en 2001.
Skellern a été nommé officier de l'Ordre d'Australie en 2012.